# 1996 في جنوب إفريقيا

رسم بياني يوضح واردات جنوب افريقيا بالنسبة للمصدر أو الدول الشريكة عام 1996 ميلادي

فيما يلي قوائم الأحداث التي وقعت خلال عام 1996 في جنوب أفريقيا.

## سياسة

### انتهاء فترة المنصب
- 1 يناير – ويني ماديكيزيلا مانديلا السيدة الأولى لجنوب أفريقيا [الإنجليزية]‏.

## رياضة
- 1 يناير – كأس الأمم الأفريقية لكرة القدم 1996

## مواليد

### يناير
- 28 يناير – ليبو موتيبا لاعب كرة قدم جنوب أفريقي.

### فبراير
- 17 فبراير – ساشا بيتيرس

### أبريل
- 22 أبريل – إيلزي هاتينغ لاعبة كرة مضرب جنوب أفريقية.

### أكتوبر
- 16 أكتوبر – ريفالدو كويتزي لاعب كرة قدم جنوب أفريقي.